# Benigno Ferreira
Benigno Asunción Ferreira (ur. 13 stycznia 1846 w Limpio, zm. 24 listopada 1920 w Buenos Aires) – paragwajski polityk, prezydent Paragwaju od 25 listopada 1906 do obalenia przez przewrót 4 lipca 1908.
W trakcie wojny z Argentyną i Brazylią walczył w armii Paragwaju jako oficer. Od 1871 do 1874 wchodził w skład rządu Salvadora Jovellanosa. W 1904 stanął na czele przewrotu liberałów, który obalił prezydenta Juana Antonio Escurryę.